# Nördliche Springlanzenottern
Die Nördlichen Springlanzenottern (Metlapilcoatlus) sind eine in Mittelamerika verbreitete Schlangengattung aus der Unterfamilie der Grubenottern. Die meisten derzeit (2022) innerhalb dieser Gattung geführten Arten wurden zuvor der Gattung Atropoides zugeordnet. Phylogenetische Untersuchungen führten zu dem Vorschlag, diese (mit Ausnahme von Atropoides picadoi) der Gattung Metlapilcoatlus zuzuordnen.

## Merkmale

### Körperbau
Springende Lanzenottern sind kleine bis mittelgroße, aber sehr kräftige und stark untersetzte Schlangen. Der Kopf ist groß, breit und deutlich vom Hals abgesetzt, die Schnauze ist breit gerundet und die Augen sind relativ klein. Der Schwanz ist nicht zum Greifen geeignet und relativ kurz, auf ihn entfallen weniger als 15 % der Gesamtlänge. Kleinere Arten erreichen eine Gesamtlänge zwischen 35 und 60 cm, größere Arten erreichen zumeist 75 bis 95 cm.

### Beschuppung
Das Rostrale ist breiter als hoch und an der Unterseite konkav geformt. Es gibt drei Praeocularia, von denen das obere deutlich größer ist als die anderen. Die Arten zeigen meist nur ein schmales, längliches Supraoculare, aber bei einigen Arten ist es bei einzelnen Individuen auch in mehrere kleine, gekielte Schuppen geteilt. Die Kopfoberseite ist mit kleinen, gekielten Schuppen bedeckt. Die Anzahl der Supralabialia beträgt 8 bis 12, die Zahl der Infralabialia  9 bis 14. Die Anzahl der Bauchschuppen (Ventralschilde) variiert zwischen 103 und 155, die Zahl der Subcaudalia zwischen 22 und 40 und die Anzahl der dorsalen Schuppenreihen in der Körpermitte zwischen 21 und 29.

### Färbung
Die Grundfarbe der Oberseite ist meist grau-braun oder rot-braun, kann aber auch gelb, cremefarben, bräunlich purpurn oder schwarz sein. Auf dem Rücken zeigen die Tiere auf diesem Grund eine Reihe großer, mehr oder weniger eckiger, dunkler Flecken, die oft miteinander verbunden sind und so ein Zickzackband bilden. An den Flanken befinden sich darunter eine oder mehrere Reihen kleinerer Flecken. Alle Arten zeigen einen schmaleren oder breiteren dunklen Postokularstreifen, der sich vom hinteren Augenrand bis hinter den Schnauzenwinkel zieht.

## Verbreitung und Lebensraum
Das Verbreitungsgebiet reicht von Nordost-Mexiko bis ins mittlere Panama. Die Areale der einzelnen Arten sind jeweils vergleichsweise klein. Die meisten Arten sind auf feuchte, tropische Wälder vom Regenwald bis zum Bergnebelwald beschränkt, mindestens eine Art (Metlapilcoatlus occiduus) bewohnt zu bestimmten Jahreszeiten aber auch trockene Kiefernwälder. Die meisten Arten kommen überwiegend in Höhen über 1000 m vor.

## Systematik
Die Typusart ist Atropos mexicanus Dumeril, Bibron & Dumeril 1854 (Metlapilcoatlus mexicanus). Campbell et al. (2019) überführten alle Atropoides-Arten mit Ausnahme von Atropoides picadoi in die Gattung Metlapilcoatlus, wodurch Atropoides monotypisch wird (nur eine Art enthaltend). Metlapilcoatlus werden folgende Arten zugerechnet:
- Metlapilcoatlus borealis Tepos-Ramírez, Flores-Villela, Velasco, Lara, García-Rubio & Jadin, 2021
- Metlapilcoatlus indomitus (Smith & Ferrari-Castro, 2008)
- Metlapilcoatlus mexicanus (Duméril, Bibron & Duméril, 1854)
- Metlapilcoatlus nummifer (Rüppell, 1845)
- Metlapilcoatlus occiduus (Hoge, 1966)
- Metlapilcoatlus olmec (Pérez-Higareda, Smith & Juliá-Zertuche, 1985)

## Lebensweise, Ernährung und Fortpflanzung
Fast alle Arten der Gattung sind überwiegend tag-, seltener nachtaktiv und fast ausschließlich bodenlebend. Die Jungtiere fressen Wirbellose und kleine Echsen, die adulten Tiere überwiegend kleine Säugetiere. Alle Arten sind lebendgebärend, Jungtiere werden meist in der Regenzeit geboren. Die Anzahl der Jungtiere je Wurf variiert in Abhängigkeit der Körpergröße des Muttertiers.
Der deutsche Name bezieht sich auf die angebliche Fähigkeit der Tiere, beim Zustoßen Distanzen von der eigenen Körperlänge oder mehr überbrücken zu können. Das ist jedoch stark übertrieben, tatsächlich legen die Tiere beim Zustoßen allenfalls etwas mehr als die halbe Körperlänge zurück.

## Gift
Im Gegensatz zu vielen anderen Grubenottern lassen die Arten der Gattung Metlapilcoatlus nach dem Zubeißen nicht sofort wieder los, sondern halten den Biss gegebenenfalls aufrecht und machen dabei kauende Bewegungen. Alle Arten sind giftig, die Giftwirkung bei Menschen ist jedoch gering und auf kurz anhaltende Schmerzen und leichte Schwellungen beschränkt.